# يوربيديس
يوربيديس (باليونانية:  Εὐριπίδης)‏ (بالإنجليزية: Euripides)‏ (480 ق.م – 406 ق.م) هو كاتب مسرحيات تراجيدية كلاسيكي يوناني، وهو واحد من ثلاثة كتاب تراجيديا يونانيين قدامى وصلت أعمالهم كاملة إلينا، إلى جانب إسخيلوس وسوفوكليس. ينسب بعض العلماء القدماء إليه خمسًا وتسعين مسرحية، غير أن موسوعة سودا تذكر أن العدد لا يتجاوز اثنتين وتسعين. ومن بين هذه الأعمال، نجا ثماني عشرة أو تسع عشرة مسرحية بشكل شبه كامل (رغم أن مسرحية ريسوس مشكوك في نسبها إليه).
كما وصلتنا شذرات عديدة (بعضها مطول) من معظم مسرحياته الأخرى.

## النشأة
ولد في قرية «فيلا» في جزيرة سالاميس بالقرب من اثينا في سنة 480 قبل الميلاد في نفس اليوم الذي احتدمت فيه معركة سالاميس (عندما انتصر اليونانيون على الفرس )، وهناك بعض الرويات التي تذكر أنه ولد في العام 485 قبل الميلاد وهو العام الذي فاز فيه ايسخيلوس بالجائزة الأولى للفنون تكريما لمسرحياته [بحاجة لمصدر].
تشير بعض الرويات إلى أن والده كان صاحب حانة وان أمه كانت بائعة خضار[بحاجة لمصدر]، والبعض الآخر يذكر أنه كان من أسرة عريقة[بحاجة لمصدر].
ويؤكد بعض النقاد أنه لم يبد في حياته ما يدل على أنه من طبقة أرستقراطية أو متوسطة، وأن مؤلفاته توشك أن تكون خالية خلوا تاما من التقاليد القديمة التي هي من طابع الأسر النبيلة[بحاجة لمصدر].

## مسيرته الأدبية
كانت البداية في عام 455 قبل الميلاد، حيث قدم أولى مسرحياته التراجيدية في إحدى المسابقات فنال المركز الثالث.
ثم فاز بالمرتبة الأولى بعد أربعة عشر عاما، وظفر بها بعد ذلك ثلاث مرات في حياته ثم فازت بها إحدى مسرحياته بعد موته.
غادر أثينا على أثر مأساة أوريستيس في عام 408 قبل الميلاد إلى بيلا حيث استقبله ارخيلاءوس ملك مملكة مقدونيا القديمة في بلاطه استقبالا حافلا، وظل هناك حتى وفاته.
يُعتبر يوربيديس ثالث شاعر مسرحي تراجيدي إغريقي حسب التسلسل الزمني لظهور هؤلاء الكتاب.
كان يوربيديس معاصرًا للروائيين اليونانيين إسخيلوس وسوفوكليس، وكان ثلاثتهم من أشهر روائيي اليونان القديمة . وكان يوربيديس رساماً، إلا أنه أحترف الأدب في سنين حياته الأخيرة، وقد كتب عدداً كبيراً من المسرحيات ، وبقيت حوالي 20 مسرحية يُعتقد أنه كاتبها . وقد كان لها تأثير عميق ودائم في المسرح الغربي . ومن اشهرها : ألسيستيس، وميديا، وهيبوليتوس، وأوريستيس، والكترا .. و وكل هذه المسرحيات سميت بأسماء شخصيات شهيرة في الميثولوجيا الإغريقية اليونانية أو التاريخ القديم . وتتميز كل هذه المسرحيات بمهارة حبكتها، وموضوعها الدرامي، وسهولة حوارها، ومحتواها المأساوي التراجيدي .

## أعماله
عزا المؤرخون اليونانيون القدماء وعلى رأسهم سويداس إلى يوربيديس اثنتين وتسعين مسرحية ،ولكن يبدو أن عددا منها قد فقد في العصر الذي تلا الشاعر مباشرة والعصور التي تليه، ومنها من ارتاب النقاد في صحة نسبتها إليه.
لم يبق من هذا العدد الضخم إلا سبع عشرة رواية وتراجيدية ساتيروسية واحدة ولم يعرف إلا تواريخ ظهور سبع منها، وها هي حسب الترتيب الزمني يقينا كان أو ترجيحا:
- ألسيستيس
- ميديا
- هيبوليتو
- الترواديات
- هيلينية
- لوريستيس
- ايفيجينافي أوليس
- الباكوسيات
- اندروماخيه
- الهيراكليسيون
- هيكوبيه
- الضارعات
- ايليكترا
- هيراكليس مخبولا
- ايفجنيا في توريس
- يون
- الفينيقيات

## مكانته الأدبية
يعتبر أول شاعر مسرحي تراجيدي صور الحياة وما يجري فيها من أحداث تصويرا واقعيا، صور شخصيات مسرحياته كما هي، لا كما ينبغي أن تكون.
وهذا يميزه عن زمليه أيسخسلوس وسوفوكليس ،الذين صوروا الشخصيات تصويرا ساميا بعيداً عن الواقع.
يرجع البعض هذا التباين إلى ان يوربيديس كان يمثل أثينا الحديثة، التي أصبحت مسرحا للمساجلات الخطابية والمناقشات العلمية والفلسفية، أما ايسخيلوس كان يمثل عقلية المحاربين القدماء الذين انتصروا على الفرس في معركة الماراثون ومعركة سالاميس بفضل آلهتهم، أما سوفوكليس كان يمثل عصر ببركليس الذهبي.
يرى البعض أن النجاح الذي حققه كان ضئيل بالمقارنة بنصيب سوفوكليس ،ويرجع ذلك أنه لم يكن محبوبا من الأثينيين[بحاجة لمصدر].

## وفاته
توفي سنة 406 قبل الميلاد، وكان في الخامسة والسبعين من العمر، ويرجع بعض المؤرخين أن وفاته كانت بسبب حادث تعرض له[بحاجة لمصدر]، وقد دفن في وادي ارثوزا بمقدونيا، وقد أعقب ثلاثة أبناء كان أصغرهم سنا يحمل نفس اسم والده وقد ورث موهبة الشعر وهو الذي قدم إلى التمثيل مأساة والده بعد وفاته.

## تكريمه
أقامت له أثينا هيكل قبر نقشت عليه أبياتًا تشهد بموهبته ومجده.

## روابط خارجية
- يوربيديس على موقع IMDb (الإنجليزية)
- يوربيديس على موقع الموسوعة البريطانية (الإنجليزية)
- يوربيديس على موقع ميوزك برينز (الإنجليزية)
- يوربيديس على موقع أول موفي (الإنجليزية)
- يوربيديس على موقع قاعدة بيانات برودواي على الإنترنت (الإنجليزية)
- يوربيديس على موقع إن إن دي بي (الإنجليزية)
- يوربيديس على موقع ديسكوغز (الإنجليزية)
- يوربيديس على موقع قاعدة بيانات الفيلم (الإنجليزية)
- يوربيديس على موقع كينوبويسك (الروسية)